# Ruska osvobodilna vojska
Ruska osvobodilna vojska (rus. Русская освободительная армия (РОА), ROA) znana tudi kot vojska generala Vlasova oz. Vlasovci je bila ruska kolaboratorska vojaška formacija, ki se je med drugo svetovno vojno borila za nacistično Nemčijo. 
ROA je organiziral nekdanji general Rdeče armade Andrej Vlasov, ki si je prizadeval za združitev Rusov, ki so nasprotovali komunističnemu režimu. Med prostovoljci so bili sovjetski vojni ujetniki in beli izseljenci (nekateri med njimi so bili tudi protikomunistični veterani ruske državljanske vojne). 14. novembra 1944 se je ROA uradno preimenovala v oborožene sile Narodnoosvobodilnega odbora Rusije (KONR). Marca in aprila 1945 so se Vlasovci borili proti jugoslovanski vojski tudi v Sloveniji na območju Suhe krajine.
Maja 1945 je del Vlasovcev zamenjal stran in podpiral vstajo v Pragi. Ko so se sovjetske čete približale Pragi, so vojaki ROA poskušali pobegniti v ameriško okupacijsko območje, vendar so večino ujeli in poslali v delovna taborišča, voditelje pa so leta 1946 usmrtili.